# Lambda d'Andròmeda
Lambda d'Andròmeda (λ Andromedae) és una estrella binària de la constel·lació d'Andròmeda. Està aproximadament a 84,2 anys llum de la Terra.
Lamba d'Andròmeda és una binària espectroscòpica amb un període orbital de 20,52 dies. Està classificat com una estrella gegant del tipus G amb una magnitud aparent mitja de +3,81. El sistema binari és una variable RS Canum Venaticorum i el seu esclat varia de la magnitud +3,69 a +3,97 amb un període de 54,2 dies.

## Localització
La forma de localitzar aquesta estrella es pot veure al diagrama següent:

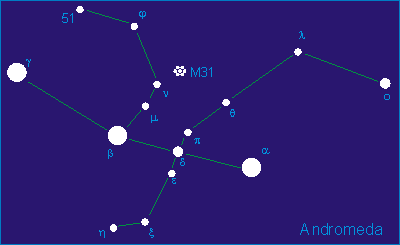
Diagrama de la constel·lació d'Andromeda